# Lista de forrações
As plantas aqui listadas são de pequeno porte, com exemplares a serem utilizados como cobertura de terrenos.
- Arachis repens, Handro
- Callisia repens, Dinheiro em penca
- Turnera ulmifolia, Musgo tapete
- Maranta leuconeura, Maranta pena de pavão
- wedelia paludosa, Margaridão
- Scindapsus aureus, Jibóia
- Ophiopogon japonicus, Grama preta
- Paspalum notarum, grama batatais
- Peperomia sandersii, Peperômia
- Pilea cadierei, Piléia alumínio
- Senecio douglasii, Cinerária
- Zoysia japonica, Grama esmeralda
- Syngonium podophyllum, Singônio
- Tradescantia zebrina, Lambari
- Chlorophytum comosum, Clorofito